# Ajoux
Ajoux ist eine französische Gemeinde mit 78 Einwohnern (Stand 1. Januar 2022) in der Region Auvergne-Rhône-Alpes. Sie liegt im Département Ardèche. Ihre Einwohner werden Ajouxois(es) genannt.

## Geographie
Die Gemeinde Ajoux liegt umrahmt von den Gebirgszügen der Cevennen inmitten des Départements Ardèche im Becken der Präfektur Privas und ist Teil des Regionalen Naturparks Monts d’Ardèche. Sie grenzt an die Nachbargemeinden Saint-Priest und Saint-Pierreville. Die nächstgrößte Stadt ist Aubenas in 17 Kilometern Entfernung Richtung Südwesten. Der Forellenbach Auzène schlängelt sich durch das Gemeindegebiet. Ajoux ist Teil der Bergkammroute mit dem Ziel in Mézilhac.

## Geschichte
Die Geschichte von Ajoux ist gekennzeichnet von stark wechselnden Besitzern und Zugehörigkeiten. Im 13. Jahrhundert gehörte der Ort zum Besitz von Adhémar de Grignan. Im 14. Jahrhundert bekommt Louis von Anduze den Ort vom Grafen Valentinois zu seiner Amtseinführung geschenkt. Im 16. Jahrhundert wurde das Gebiet an François I. übergeben, als Anerkennung des Grafen von Ventadour.

### Bevölkerungsentwicklung
| Jahr                       | 1962 | 1968 | 1975 | 1982 | 1990 | 1999 | 2009 | 2016 |
| Einwohner                  | 133  | 115  | 90   | 79   | 71   | 89   | 94   | 79   |
| Quellen: Cassini und INSEE |      |      |      |      |      |      |      |      |

## Sehenswürdigkeiten
Le rocher d’Ajoux ist ein Berg, von dem die Legende erzählt, es habe dort einst ein Schloss mit 365 Fenstern existiert, genauso viele, wie es Tage im Jahr gibt. Es sind ein paar Ruinen auf dem Berg erhalten geblieben, die jedoch keine genauen Rückschlüsse über das Gebäude, das dort stand, erlauben. Der Ort beheimatet außerdem eine rustikale Kirche.
Weitere Sehenswürdigkeiten sind die Überreste des Schlosses sowie der Panoramablick vom Roc de Gourdon, einem Basaltfelsen mit markantem Gipfel. Der Fluss Auzène ist bei Anglern vor allem aufgrund seiner Forellenvorkommnisse sehr beliebt.

## Wirtschaft
Wichtige Erwerbszweige in Ajoux sind Holzwirtschaft, Obstbau und die Zucht von Hausschafen und Hausziegen.